# Who Was That Stranger
| Recensione | Giudizio |
| ---------- | -------- |
| AllMusic   | [ 3 ]    |

Who Was That Stranger è un album in studio della cantante di musica country statunitense Loretta Lynn (a nome Loretta), pubblicato nel 1988.

## Tracce

### LP
Lato A
1. Who Was That Stranger – 2:06 (Curley Putnam, Max D. Barnes, Don Cook)
2. Your Used to Be – 3:07 (Bobbi Meyer, Toni Dae, Mickey Hiter)
3. Married Ladies – 2:40 (Walter Carter, Sandi Lifson)
4. You're Gonna Catch Heaven When I Get You Home – 2:25 (Red Lane, Frank Knapp)
5. Mountain Climber – 1:58 (Loretta Lynn)

Lato B
1. Fly Away – 3:04 (Frank Dycus)
2. You Make Me Want to Walk on Water – 2:57 (Larry Alderman, Janet McLaughlin)
3. Elzie Banks – 2:46 (Loretta Lynn)
4. Still in the Ring – 2:52 (Michael Garvin, Bucky Jones)
5. Survivor – 2:38 (John Moffat)

## Musicisti
- Loretta Lynn - voce, accompagnamento vocale-cori
- Reggie Young - chitarra elettrica
- Bill Hullett - chitarra acustica, dobro fretted
- Billy Joe Walker, Jr. - chitarra acustica
- Weldon Myrick - chitarra steel
- Béla Fleck - banjo
- Matt Rollings - pianoforte
- Paul Anastasio - fiddle
- Mike Caldwell - armonica
- David Hungate - basso
- Eddie Bayers - batteria
- Curtis "Mr. Harmony" Young - accompagnamento vocale-cori
- Peggy Sue - accompagnamento vocale-cori

Note aggiuntive
- Jimmy Bowen e Chip Hardy (per la Lynwood Productions) e Loretta Lynn - produttori
- Registrazioni (in sistema digitale usando Mitsubishi X-850 32 track system) effettuate al Emerald Studio di Nashville, Tennessee
- Bob Bullock - ingegnere delle registrazioni
- Bob Bullock, Tim Kish, Willie Pevear, Ron Treat e Steve Tillisch - ingegneri delle registrazioni (sovraincisioni)
- Marty Williams, Russ Martin e Mark J. Coddington - secondi ingegneri delle registrazioni
- Mastering effettuato al Masterfonics (usando il JVC Digital Audio Mastering System) da Glenn Meadows
- Simon Levy - art direction copertina album originale
- Tal Howell - design copertina album originale
- Peter Nash - foto copertina album originale[4]

## Classifica
Album
| Anno | Classifica         | Posizione raggiunta |
| ---- | ------------------ | ------------------- |
| 1988 | Top Country Albums | 63                  |

Singoli
| Anno | Titolo del brano      | Classifica        | Posizione raggiunta |
| ---- | --------------------- | ----------------- | ------------------- |
| 1988 | Who Was That Stranger | Hot Country Songs | 57                  |